# David Thomas (giocatore di football americano)
John David Thomas (Plainview, 5 luglio 1983) è un giocatore di football americano statunitense che gioca nel ruolo di tight end nella National Football League (NFL) e dal 2013 è free agent. Fu scelto nel corso del terzo giro (°assoluto) del Draft NFL 2006 dai New England Patriots. Al college ha giocato a football coi Texas Longhorns.

## Carriera professionistica

### New England Patriots
Thomas fu scelto dai New England Patriots nel corso del terzo giro del Draft 2006. Nelle prime 14 gare della sua stagione da rookie, Thomas ricevette solo sei palloni per un totale di 76 yard, anche se tre di queste prese portarono a dei primi down (compresi i suoi primi due passaggi completi ricevuti da professionista, rispettivamente da 11 e 29 yard). Il suo exploit giunse nella settimana 16 contro i Jacksonville Jaguars  quando, in sostituzione dell'infortunato Benjamin Watson, Thomas ricevette 5 passaggi per 83 yard e il primo touchdown su un passaggio da 22 yard di Tom Brady.
Thomas soffrì un infortunanio al piede nell'estate del 2007 che lo costrinse a rimanere in lista infortunati per tutto il training camp e la pre-stagione. Dopo aver ricevuto un solo passaggio nell'unica gara giocata nella stagione 2007, Thomas fu nuovamente posto in lista infortunati il 3 ottobre 2007 dai Patriots a causa del riacutizzarsi dell'infortunio precedente. I Patriots rimasero imbattuti per tutta la stagione durante l'assenza di Thomas fino alla sconfitta coi New York Giants nel Super Bowl XLII.
Nel 2008, Thomas giocò come titolare 10 partite in una formazione a due tight end che includeva anche Watson, il quale partì nove volte dall'inizio. Thomas ricevette 9 palloni per 93 yard quell'annata, ma nessuno dopo il 3 novembre. Benché fisicamente pronto a disputare la partita, il 7 dicembre contro i Seattle Seahawks rimase in panchina.

### New Orleans Saints
Thomas fu scambiato coi New Orleans Saints il 5 settembre 2009 in cambio di una scelta del settimo giro del Draft NFL 2011. Nella sua prima stagione in Louisiana, David stabilì il proprio primato in carriera con 35 ricezioni. I Saints iniziarono la stagione vincendo le prime 13 partite consecutive, prima di perdere le ultime tre. La possibilità di saltare il turno delle wild card si rivelò di gran beneficio per la squadra, che poté ritemprarsi dopo il difficile finale di stagione regolare. Nel division round dei playoff, i Saints superarono i Cardinals 41-14 e nella finale della NFC i Minnesota Vikings per 31-28 nei tempi supplementari.  Il 7 febbraio 2010, i Saints sconfissero i favoriti Indianapolis Colts nel Super Bowl XLIV disputato a Miami. Thomas ricevette un passaggio da 9 yard durante la partita e si laureò per la prima volta campione NFL.
Nella stagione 2010, il giocatore disputò tredici partite, otto delle quali come titolare, totalizzando 30 ricezioni per 219 yard e 2 touchdown. I Saints campioni in carica non riuscirono a bissare il titolo, venendo eliminati nel turno delle wild card dai Seahawks.
Nella stagione 2011, Thomas giocò solo cinque partite (due come titolare), con 5 ricezioni per 16 yard in totale. I Saints conclusero la stagione con un record di 13-3 vincendo la propria division. Nel primo turno di playoff la squadra eliminò i Detroit Lions ma fu eliminata dai San Francisco 49ers nel divisional round. Alla fine della stagione 2012 non gli fu rinnovato il contratto.

## Vittorie e premi
- Super Bowl : 1 Vincitore del Super Bowl XLIV

## Statistiche
| Partite totali             | 65  |
| Partite totali da titolare | 31  |
| Yard su ricezione          | 852 |
| Touchdown su ricezione     | 4   |